# Microdon polygaloides
Microdon polygaloides är en flenörtsväxtart som först beskrevs av Carl von Linné d.y., och fick sitt nu gällande namn av George Claridge Druce. Microdon polygaloides ingår i släktet Microdon och familjen flenörtsväxter. Inga underarter finns listade i Catalogue of Life.